# La Richardais
La Richardais is een gemeente in het Franse departement Ille-et-Vilaine (regio Bretagne). De plaats maakt deel uit van het arrondissement Saint-Malo. La Richardais telde op 1 januari 2022 2.624 inwoners.

## Geografie
De oppervlakte van La Richardais bedroeg op 1 januari 2022 3,14 vierkante kilometer; de bevolkingsdichtheid was toen 835,7 inwoners per km².

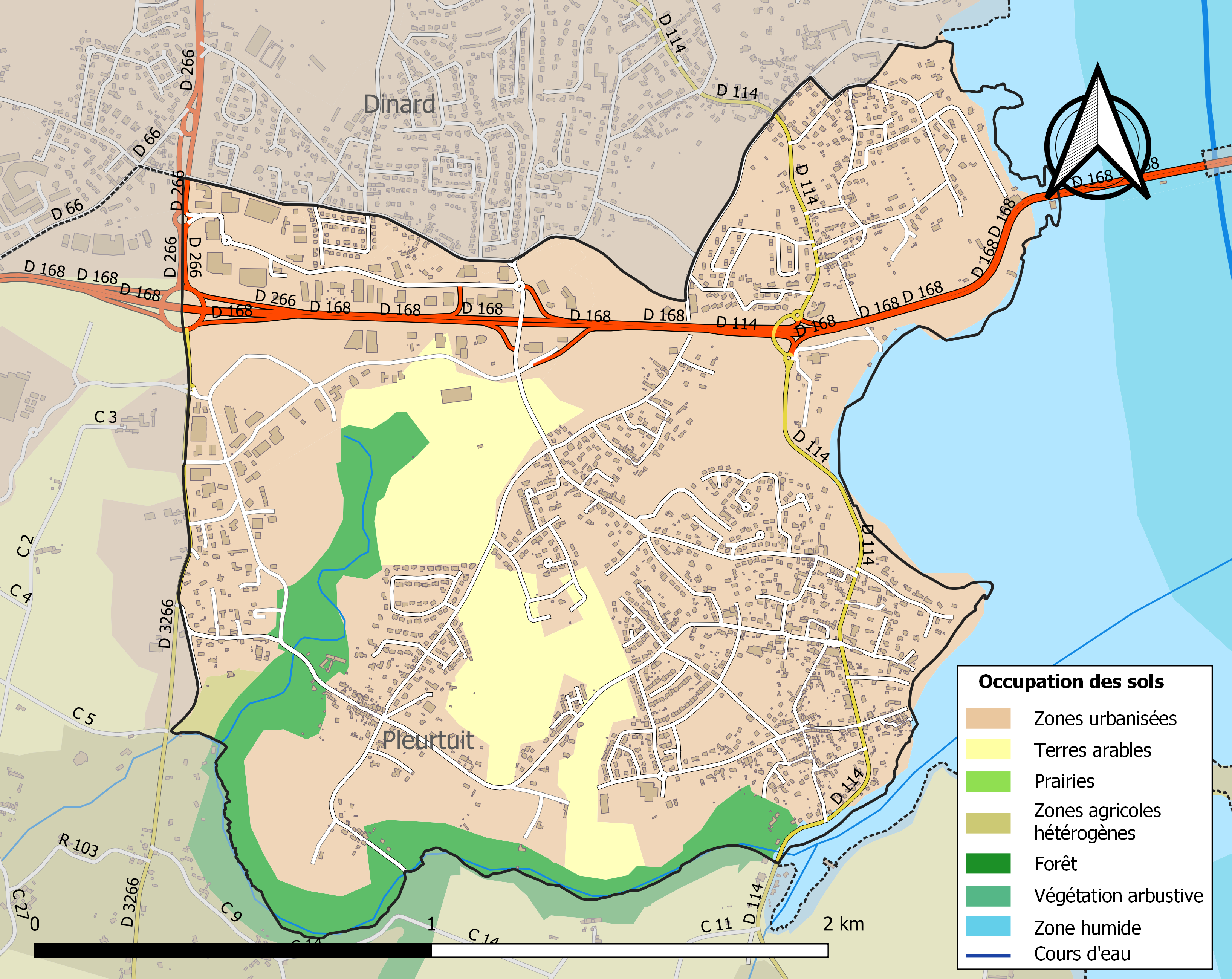
Kaart van de gemeente met belangrijkste infrastructuur, bodemgebruik en omliggende gemeenten

## Demografie
Onderstaande figuur toont het verloop van het inwonertal, bron: INSEE-tellingen. 